# Boomerang (Tailandia)
Boomerang Tailandia es una versión tailandesa del canal de televisión estadounidense Boomerang de los Estados Unidos y es un canal de televisión por cable y satélite creado por Warner Bros. Boomerang es un canal que muestra principalmente programación animada. Fue lanzado el 14 de agosto de 2013.
Inusualmente para un canal en la región TBS Asia-Pacífico, Boomerang presenta el logotipo europeo de Boomerang Europa del año 2004 además del paquete de marca Boomerang EMEA 2012, que solo se utilizó en los canales Boomerang operados por Turner Broadcasting System Europe de 2012 a 2015. Fue el último canal de Boomerang en cambiar el logotipo del rebrand 2014-2015, cambio producido el 15 de marzo de 2024.